# Manuel Carrasco Galloso
Manuel Carrasco Galloso (Isla Cristina, Huelva, 15 de gener de 1981), és un cantant, compositor i músic andalús, que va aconseguir la popularitat després de la seva participació en la segona edició del concurs de televisió Operación Triunfo, emès per televisió espanyola, on va quedar en segon lloc. L'any 2016 comptava amb sis discos publicats i més d'un milió de còpies venudes.

## Trajectòria musical

### Infància
Enamorat de la seva terra natal, passa la seva infància i joventut a Isla Cristina. Des de petit s'apassiona per la música, i als 11 anys rep com a regal la seva primera guitarra amb la qual inicia el seu aprenentatge. Ja adolescent, comença a reunir-se al costat d'un grup d'amics en un local per assajar i fer versions de “chirigotas” i comparses de carnaval.

### Operación Triunfo
Manuel havia seguit entusiasmat la primera edició d'Operación Triunfo, de manera que quan l'any següent van ser convocades en diverses ciutats les proves de selecció de concursants per a la segona edició del reality pren la decisió d'inscriure's al càsting del programa, aconseguint passar les diverses fases de la selecció i entrar a formar part dels 17 concursants de l'acadèmia. Després de passar per tota mena de projectes musicals i proves personals, sempre interactua amb el seu company, aconsegueix arribar a la gran final, classificant-se en segona posició després d'Ainhoa Cantalapiedra, i per davant de Beth.

### Debut discogràfic i primers discos
El debut discogràfic de Manuel Carrasco va arribar el 2003 amb Quiéreme, produït per Miguel Àngel Arenas (el "Capi") i gravat durant els mesos de febrer i març en els Estudis Sintonia de Madrid. El disc és una combinació de música pop amb aires flamencs. Se'n van vendre més de 250.000 còpies. Que corra el aire, va ser el primer single del disc, el qual conté 13 temes i compta amb col·laboracions d'artistes com Ketama i Francisco Céspedes.
El 2004 va publicar el seu segon disc, anomenat Manuel Carrasco, del qual va vendre 50.000 còpies. El disc li va atorgar el seu primer disc d'or i el va portar a oferir més de 80 concerts per tot Espanya. Tercera parada, llançat el 2006, va ser el seu tercer disc i el seu segon disc d'or. També va representar Espanya al II Festival Mundial de la Cançó celebrat a San Juan (Puerto Rico), aconseguint el primer lloc.
El seu quart disc, Inèrcia, va veure la llum l'any 2008. Va ser condecorat amb un doble Disc de platí, i el tema Que Nadie es va mantenir en el número 1 de les llistes durant més de set setmanes. L'any 2011 publica Habla, també disc de platí, l'any següent publica Habla II, una reedició amb temes inèdits, i el 2013 publica Confieso que he sentido, un recopilatori amb què celebra els seus deu anys de carrera musical.

### Bailar el viento
El 2015 publica el seu sisè disc Bailar el viento, que es va convertir en el disc més venut l'any 2016 a Espanya, arribant als cinc discos de platí en vendes. També va ser número 1 a les llistes de vendes durant cinc setmanes seguides i va guanyar el premi al Disc de l'Any que atorga els 40 principals. El seu directe, Bailar el Viento Tour aconsegueix el premi Ondas al millor espectacle musical de l'any.
El concert de clausura de la Gira de la Cruz del mapa 2022 - Hay que vivir el momento va merèixer un altre premi Ondas al millor espectacle, gira o festival.
Va actuar al Benidorm Fest 2023 com a artista convidat.

## Televisió
Manuel Carrasco es va donar a conèixer gràcies al seu pas per la segona edició d'Operación Triunfo l'any 2002, en el qual va quedar segon darrere d'Ainhoa Cantalapiedra i davant de Beth. L'any 2015 com a coach de la segona edició del talent show infantil La Voz Kids, al costat de David Bisbal i Rosario Flores. L'any 2016 repeteix com a coach però aquesta vegada al programa La voz, al costat de Melendi, Alejandro Sanz i Malú. També ha fet alguns cameos per la televisió, apareixent en algun capítol de Aquí no hay quien viva, o en la telenovel·la argentina Los ricos no piden permiso, a on el seu tema Uno x Uno és un dels habituals.

## Discografia
Àlbums d'estudi
- 2003: Quiéreme
- 2004: Manuel Carrasco
- 2006: Tercera parada
- 2008: Inercia
- 2012: Habla
- 2013: Confieso que he sentido
- 2015: Bailar el viento
- 2018 La Cruz del Mapa
- 2022 Corazón y Flecha

Edicions especials
- 2012: Habla II
- 2016: "Tour Bailar el viento"